# マーシャル・ローゼンブルース

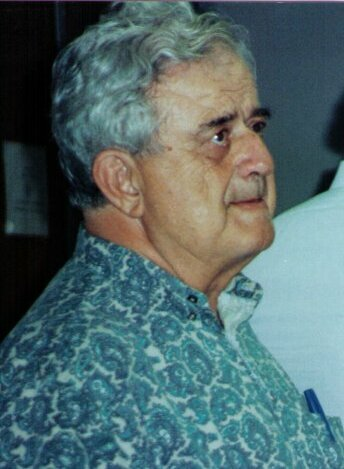
マーシャル・ローゼンブルース

マーシャル・ローゼンブルース（Marshall Rosenbluth, 1927年2月5日 - 2003年9月28日）は、アメリカの物理学者。

## 略歴
1927年2月5日、ニューヨーク州オールバニに生れる。スタイヴェサント高校を卒業後、1946年にハーバード大学を卒業し、1949年に博士号を取得。1960年から1967年までカリフォルニア大学、1980年から1987年までテキサス大学で教授を務めた。生涯を通じてプラズマ物理学の研究を行った。2003年9月28日、膵臓がんのためカリフォルニア州サンディエゴで死去。76歳。

## 受賞歴
- 1964年 アーネスト・ローレンス賞
- 1967年 アルベルト・アインシュタイン賞
- 1985年 エンリコ・フェルミ賞
- 1997年 アメリカ国家科学賞